# Прусська мова
Прусська мова — одна з мертвих західнобалтійських мов балтійської групи балто-слов'янської гілки індоєвропейської мовної сім'ї. Прусською мовою говорили у південно-східній частині Балтійського регіону, на схід від річки Вісла. З початком другого тисячоліття територія поширення прусської мови почала зменшуватися. І у XVIII столітті прусська мова зникла, а нащадки пруссів перейшли на німецьку мову спілкування.
До пам'яток мови належать: Ельбінзький німецько-прусський словник (що містить близько 800 слів) — датується приблизно 1400 роком; пруссько-німецький словник Симона Ґрунау (близько 100 слів) — датується початком XVI століття; три катехизиси, перекладені з німецької, що датуються 1545—1561 роками; а також вірш у два рядки з середини XIV століття. Відомості щодо прусської мови також отримують за допомогою топонімії та антропонімії, з деяких прусських слів, що збереглися у говірках німецької, польської та литовської мов. Усі пам'ятки відбивають німецький, а раніше й польський вплив, тому сама прусська мова виступає певною мірою у спотвореному вигляді.
Фонетиці властиві протиставлення голосних за довжиною та короткістю, досить проста система приголосних, вільний наголос.
Граматиці властиві категорії роду, числа, відмінку іменників, числа, часу, особи та стану дієслів. Синтаксис прусської мови не можливо адекватно дослідити через перекладний характер збережених пам'яток, що здебільшого відбивають синтаксис мови-оригіналу. Лексика має велику кількість польських та німецьких запозичень. За деякими характеристиками прусська мова має особливу близькість до слов'янських мов.

## Класифікація
Прусська мова належить до групи балтійських мов індоєвропейської мовної сім'ї. Разом з ятвязькою складає західнобалтійську підгрупу.
Характеризується найархаїчнішою лексикою всіх мов і діалектів Балтики. Зараз, ми знаємо лише близько 2 тисяч слів і фраз мови, головним чином через невелику кількість пам'яток, що записані нею.